# Lumbini (Rupandehi)
Lumbini (trl. Luṁbinī, trb. Lumbini) – gaun wikas samiti w zachodniej części Nepalu w strefie Lumbini w dystrykcie Rupandehi. Według nepalskiego spisu powszechnego z 2001 roku liczył on 1092 gospodarstw domowych i 8454 mieszkańców (4041 kobiet i 4413 mężczyzn).